# 山口水库
山口水库位于中国黑龙江省五大连池市东南部、嫩江一级支流讷谟尔河上游，是以防洪、灌溉为主，兼有发电、供水、养殖等功能的大（二）型水库，属多年不完全调节水库。
已被水利部列入第五批国家水利风景区名单。